# Wave-Gotik-Treffen

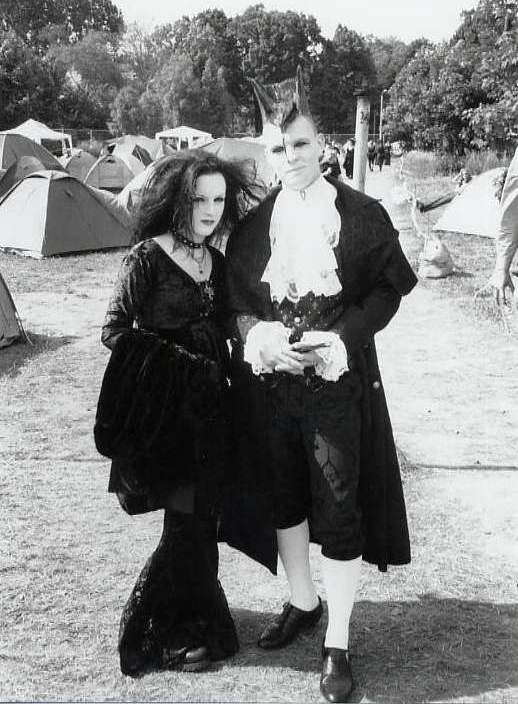
Типові відвідувачі (2002)

Wave-Gotik-Treffen, WGT (нім. das Treffen, означає «зустріч») — світовий найбільший щорічний фестиваль готичної музики і мистецтва, що проводиться на П'ятидесятницю (нім. Pfingsten) спільно з так званими «альтернативним» і «чорним» рухами (нім. Alternative- und Schwarze Szene) в Лейпцизі, триває більше 4 днів. Подібний і другий за чисельністю фестиваль M'era Luna проходить кожного серпня в Гільдесгаймі.

## Історія
Перша спроба провести Wave-Gotik-Treffen була зроблена в 1987 році в Потсдамі. Але оскільки офіційно проведення фестивалю не дозволили, він проходив нелегально, і відвідало його лише кілька сотень людей. У 1992 році, після возз'єднання Німеччини, Wave-Gotik-Treffen провели в Лейпцизі, в клубі «Eiskeller». З того часу кількість відвідувачів заходу збільшувалася, його почали схвалювати відомі музичні гурти. Найбільша кількість глядачів була зафіксована в 2000 році — 27 000 чоловік. Багато з тих хто колись побував на фестивалі, продовжують відвідувати його надалі.
До початку XXI століття Wave-Gotik-Treffen став одним з найбільших музичних фестивалів у світі. Тут щорічно виступають близько 200 виконавців у жанрах дарквейв, синті-поп, акустичний фолк, неофолк, середньовічний рок, готичний рок, дет-рок, електро/EBM/індастріал. На фестивалі проходять різні ярмарки, прем'єри фільмів і аудіопродукції, виставки музеїв і галерей, рольові ігри, церковні концерти, інсценовані середньовічні ярмарки.
Дати проведення фестивалю змінюються кожного року, оскільки залежать від католицького і лютеранського свята Pfingsten (що відповідає православному святу П'ятидесятниці), який святкують через 7 тижнів після Великодня (нім. Ostern). Неофіційно фестиваль відкривається вже вночі у четвер, в той час як офіційні запуски Wave-Gotik-Treffen починаються в п'ятницю й тривають до ранку вівторка (понеділок — офіційний святковий день). На час фестивалю відвідувачі зупиняються в готелях Лейпцига або, найчастіше, в наметовому містечку на території комплексу Агра (нім. Agra Halle).

## Учасники
Список деяких музичних виконавців:
| - Absolute Body Control - Accessory - Aesthetic Perfection - Agonoize - All Gone Dead - Amorphis - Apoptose & Fanfarenzug Leipzig - ASP - Bad Sector - Bauhaus - Beati Mortui - Beborn Beton - Blutengel - Christian Death - Clan of Xymox - Combichrist - Covenant - Crematory | - Current 93 - Dance or Die - Das Ich - Deathstars - Decoded Feedback - Deine Lakaien - Diary of Dreams - Die Krupps - Dope Stars Inc. - Dragons - Емілі Отем (Emilie Autumn) - Epica - Фолькнери (Folknery) - God Module - Gothminister - Götterdämmerung - Helium Vola - Hocico | - Inkubus Sukkubus - Katatonia - Кому Вниз (Komu Vnyz) - L'Âme Immortelle - Lacrimosa - Lacuna Coil - Laibach - Lake of Tears - Liv Kristine - Mantus - Mesh - Moonspell - The Moon and the Nightspirit - Mortiis - Neuroticfish - Oomph! - Otto Dix - Plastique Noir - Psyclon Nine - Samael | - sToa - Suicide Commando - Холодне Сонце (SolarIce) - Тар'я Турунен - Terminal Choice - The 69 Eyes - The Cure - The Sisters of Mercy - Theatre of Tragedy - Theatres des Vampires - Tiamat - Tristania - Unheilig - Velvet Acid Christ - Zeraphine - Zeromancer - HENKE - Hekate - Trobar de Morte - Dunkelschön |